# Miguel Obregón Lizano
Miguel Rafael Obregón Lizano (Alajuela, 19 de julio de 1861 - San José, 24 de julio de 1935) fue un educador costarricense, creador y fundador del Sistema Nacional de Bibliotecas de Costa Rica, la Biblioteca Nacional de Costa Rica y del Instituto de Alajuela. Es uno de los primeros reformadores de la educación costarricense. Fue declarado Benemérito de la Patria en 1959.

## Biografía
Cursó estudios primarios en su ciudad natal, los secundarios en el Instituto Nacional de San José y en 1878 inició sus estudios como docente en la Academia de Maestros, comenzando su carrera como educador y profesor de segunda enseñanza a los 19 años, en 1880, en el Instituto Municipal de Varones de la ciudad de Alajuela. Fue en esta ciudad donde, en conjunto con otros jóvenes, organizó la Sociedad de las Bibliotecas, en la cual se daban clases nocturnas, conferencias sobre diferentes materias de instrucción y discusiones sobre trabajos literarios.
Realizó estudios superiores con destacados educadores de la época, mientras trabajaba en la ciudad de San José, en el Colegio Central y el Instituto Nacional dando clases de Matemáticas, Historia y Geografía. En 1883, se graduó de Bachiller en Filosofía en la Universidad de Santo Tomás. Al año siguiente, se encargó de la cátedra de Geografía en el Instituto Universitario, y redactó los primeros programas que se impartieron en Costa Rica de esta asignatura, además de que rehízo los de Historia y otras materias.
En 1886, fundó en San José la Escuela Nueva, rompiendo con las tradiciones arcaicas de la vieja escuela que mantenían rezagada la enseñanza en esa época, iniciando por primera vez los principios de la educación integral con la aplicación del plan de estudios, incluyéndose las materias de Educación Física y Estética (posteriormente Artes Plásticas).
Durante el gobierno del general Bernardo Soto Alfaro, fundó el Instituto de Alajuela, en 1887, de quien fuera el primer director. Tres años después, en 1890, pasó a servir en la Inspección de Escuelas de San José, y dos años después, fue ascendido a inspector general de Enseñanza, puesto en el cual se empeñó en mejorar la organización técnica y administrativa de todos los servicios de dicha dependencia.
En 1896, impartió lecciones de Geografía y Cosmografía en el Liceo de Costa Rica, institución que le otorgó el título de Maestro Normal en 1917. En 1915 fue profesor del Colegio San Luis Gonzaga de Cartago, y entre 1926 y 1927 fue profesor de la Escuela Normal de Costa Rica en la ciudad de Heredia, además de ser profesor del Colegio Superior de Señoritas.
Durante el gobierno de Julio Acosta García, se le nombró secretario de Estado en el Despacho de Educación Pública (puesto equivalente al de Ministro de Educación), donde logró concretar muchos proyectos en beneficio de la educación costarricense.
En 1890, tras el cierre de la Universidad de Santo Tomás, construyó una biblioteca en San José, la cual organizó y dirigió dando lugar a la Biblioteca Nacional de Costa Rica. También creó y organizó la biblioteca del Instituto de Alajuela, y abrió bibliotecas en Cartago y Heredia. Redactó el primer Reglamento de Bibliotecas, aprobado en 1890, y luego creó la Dirección General de Bibliotecas, de la cual fue director durante 25 años.
También se empeñó en proveer libros de texto a escuelas y colegios, a la vez que publicó varios libros de valor científico y didáctico.

## Fallecimiento
Falleció en San José, el 24 de julio de 1935. Por su extensa labor, fue declarado Benemérito de la Enseñanza Pública en 1935 y Benemérito de la Patria en 1959. La Biblioteca Nacional de Costa Rica lleva su nombre.